# Pre-Bird
Pre-Bird ist ein Jazzalbum von Charles Mingus. Das 1960 aufgenommene Album erschien zunächst bei Mercury Records. Die Aufnahmen für diese Platte entstanden am 24. und 25. Mai 1960 in zwei unterschiedlich großen Besetzungen.
 Unter dem Titel Mingus Revisited wurde die Platte 1965 erneut von dem Mercury-Sublabel Limelight herausgebracht.

## Die Platte
Eines der Experimente, mit denen Charles Mingus 1960 spielte, war die simultane Verwendung von zwei Melodien, die auf ähnlichen harmonischen Strukturen basieren. Dies wurde bislang nur von wenigen – einschließlich Duke Ellington – versucht, „aber niemals mit mehr Logik und Kreativität als auf den beiden Stücken (Take The “A” Train, Do Nothin’ Till You Hear From Me) der Platte Pre-Bird,“ so der Produzent Leonard Feather in den „liner notes“.
Im ersten Stück wird die Billy-Strayhorn-Nummer Take the “A” Train verbunden mit Jimmy McHughs Klassiker Exactly Like You. Dies wird glänzend gelöst, zumal die Harmoniefolgen der beiden Stücke nicht identisch sind. Die „single-note“ Piano-Linien sind das Werk von Roland Hanna. Joe Farrell hat das erste Tenor-Solo. Nach einem Posaunen-Solo von Jimmy Knepper folgen weitere Soli von Booker Ervin und Yusef Lateef.
Das andere „Doppel-Stück“ ist jeweils eine Ellington-Komposition auf beiden Stereo-Kanälen: Im linken Kanal hört man Lateef, Booker Ervin und Eric Dolphy mit Do Nothin’ Till You Hear From Me, während auf dem rechten Kanal Ted Curson, Jimmy Knepper und Joe Farrell mit I Let A Song Go Out Of My Heart entgegnen.
Im Stück Prayer For Passive Restistance hört man Mingus’ frühe Erfahrungen in der „Sanctified Church“ heraus: Hier werden die Wurzeln aus Blues und Gospel dynamisch zusammengeschweißt, mit Yusef Lateef am Tenor als „Chefprediger“. Der plötzliche 12/8 Taktwechsel in Lateefs Solo hinein ist ein typisches Element der Überraschung in Mingus’ Musik.
Eclipse und Weird Nightmare bereiten die Bühne für die relativ unbekannte Sängerin Lorraine Cousins. Feather kannte sie von ihrer Arbeit bei Serge Chaloff; sie verschwand aber offenbar bald danach aus der Jazzszene. Cousins gelingt es relativ gut, sich in die schwierigeren Kompositionen von Charles Mingus hineinzufinden. Auf Eclipse spielt Roland Hanna ein Piano-Zwischenspiel in George-Gershwin-Manier; auf Weird Nightmare ist ein Solo von Yusef Lateef.
Mingus Fingus No. 2 bricht rau mit herkömmlichen Bigband-Konzepten der Zeit. Das Original Mingus Fingus hatte Mingus am 10. November 1947 als Mitglied der Lionel Hampton Bigband eingespielt. Erstes Tenor-Solo ist von Joe Farrell, das zweite von Lateef.
Bemoanable Lady – Obwohl sich im Titel Anklänge an Ellington finden, ist dieses Stück auf die Klangwelt Eric Dolphys zugeschnitten.
Half-Mast Inhibition, das einzige längere Stück von Pre-Bird, wird dirigiert von Gunther Schuller, eingespielt mit einem 22-köpfigen Ensemble, komplett mit Tuba, Cello, Holzbläsern und zusätzlichem Schlagzeug. Schuller hatte sich in dieser Zeit einen Namen als aktiver Teil der Third-Stream-Bewegung gemacht, in der Jazz- und klassische Elemente durchmischt wurden. Anders als in vielen seiner anderen Kompositionen, beinhaltet Half-Mast Inhibition klassische Elemente, die an Maurice Ravel und Claude Debussy erinnern und seine Beschäftigung mit der Spätromantik belegen. „Anders als andere Werke des Jazz, die klassische Elemente enthalten hat es eine innere Einheit und Identität, die es unnötig macht, nach musikalischen Schubladen zu suchen“, so Leonard Feather zu Half Mast Inhibition. Nach seiner Ansicht zeigt diese Third Stream-Komposition „mehr als jeder andere Mingus-Titel (bis zu dieser Zeit) das große Genie des Mannes als Bandleader, Autor und Komponist“.

## Die Stücke
1. Take the “A” Train (Billy Strayhorn) – Interpolation: Exactly Like You (Jimmy McHugh/Dorothy Fields) (3:34)
2. Prayer For Passive Resistance (Mingus) (3:49)
3. Eclipse (Mingus) (3:45)
4. Mingus Fingus No. 2 (Mingus) (3:22)
5. Weird Nightmare (Mingus) (3:35)
6. Do Nothin’ Till You Hear From Me (Duke Ellington/Bob Russell) – Interpolation: I Let A Song Go Out Of My Heart (Duke Ellington/Irving Mills) (3:33)
7. Bemoanable Lady (Mingus) (4:22)
8. Half-Mast Inhibition (Mingus) (8:12)

Die Stücke 1, 2, 3, 5 und 6 wurden am 25. Mai 1960 in New York City aufgenommen, 4, 7 und 8 am 24. Mai.

## Rezeption
Nach Ansicht von Chris May, der das Album in All About Jazz rezensierte, ist der Stil von Pre-Bird kraftvoller Swing und die Besetzung des Orchesters grenze an einen Traum. Dolphy, Curson und Richmond seien durchgehend präsent, zusammen mit einer Reihe anderer Koryphäen, darunter John LaPorta, Paul Bley, Booker Ervin, Joe Farrell, Yusef Lateef, Jimmy Knepper, Slide Hampton, Clark Terry und Marcus Belgrave. Die eisig-sinnliche Lorraine Cousins, eine der wenigen Sängerinnen, die Mingus’ Werk erfolgreich vorgetragen haben, ist auf „Eclipse“ und „Weird Nightmare“ zu hören; beide seien sensationell. Aber der vielleicht bemerkenswerteste Titel sei das abschließende „Half-Mast Inhibition“, das Mingus geschrieben hat, als er 18 Jahre war (also 1939 oder 1940), und wurde von Gunther Schuller dirigiert. Wie Schullers Anwesenheit vermuten lässt, handle es sich hierbei um Third Stream, weit über ein Jahrzehnt bevor Schuller selbst den Namen prägte.
In seinen Liner Notes zur Edition Charles Mingus Presents Charles Mingus to Pre Bird Revisited legte Bill Shoemaker den Kontext dar, in dem die beiden vorgestellten Alben betrachtet werden sollten. Er stellte fest, dass die künstlerische Vision von Charles Mingus so enorm war, dass keine zwei (oder vielleicht drei) Alben ihre Gesamtheit umfassen können.

## Editionsgeschichte
1960 erschienen die Aufnahmen auf der Mercury-LP Pre-Bird (MG-20627 (Mono)/SR-60627 (Stereo)) und wurden 1965 auf dem Limelight-Label als Mingus Revisited neu aufgelegt (LM-82015 (Mono)/LS-86015 (Stereo)).
Erstmals als CD brachte EmArcy Records das Werk 1990 heraus unter dem Titel Mingus Revisited (826 496-2). 1999 erschien es dann in der Verve Master Edition wieder unter dem Titel Pre-Bird (538 636-2) auf dem Markt. In der Jazzliteratur findet man auch gelegentlich die Schreibweise Pre Bird (ohne Bindestrich). 2024 erschien auf ezz-thetics die Edition Charles Mingus Presents Charles Mingus to Pre Bird Revisited, als klanglich remasterte Kopplung von Charles Mingus Presents Charles Mingus (Candid, 1960) und Pre-Bird.